# Plagiolepis
Plagiolepis is een geslacht van vliesvleugelige insecten van de familie Mieren (Formicidae).

## Soorten
- P. abyssinica Forel, 1894
- P. adynata Bolton, 1995
- P. alluaudi

Gele dwergschubmier Emery, 1894
- P. ampeloni (Faber, 1969)
- P. ancyrensis Santschi, 1920
- P. arnoldii Dlussky, 1990
- P. balestrierii Menozzi, 1939
- P. bicolor Forel, 1901
- P. boltoni Sharaf & Aldawood, 2011
- P. breviscapa Collingwood & van Harten, 2005
- P. brunni Mayr, 1895
- P. calva Radchenko, 1996
- P. capensis Mayr, 1865
- P. cardiocarenis Chang & He, 2002
- P. clarki Wheeler, W.M., 1934
- P. compressa Radchenko, 1996
- P. chirindensis Arnold, 1949
- P. decora Santschi, 1914
- P. demangei Santschi, 1920
- P. deweti Forel, 1904
- P. dichroa Forel, 1902
- P. dlusskyi Radchenko, 1996
- P. exigua Forel, 1894
- P. flavescens Collingwood, 1976
- P. funicularis Santschi, 1919
- P. fuscula Emery, 1895
- P. grassei Le Masne, 1956
- P. hoggarensis Bernard, 1981
- P. intermedia Emery, 1895
- P. jerdonii Forel, 1894
- P. jouberti Forel, 1910
- P. juddi Sharaf & Aldawood, 2011
- P. karawajewi Radchenko, 1989
- P. livingstonei Santschi, 1926
- P. longwang Terayama, 2009
- P. lucidula Wheeler, W.M., 1934
- P. madecassa Forel, 1892

- P. mediorufa Forel, 1916
- P. moelleri Bingham, 1903
- P. montivaga Arnold, 1958
- P. nitida Karavaiev, 1935
- P. nynganensis McAreavey, 1949
- P. pallescens Forel, 1889
- P. pictipes Santschi, 1914
- P. pissina Roger, 1863
- P. pontii Menozzi, 1939
- P. puncta Forel, 1910
- P. pygmaea (Latreille, 1798)
- P. regis Karavaiev, 1931
- P. rogeri Forel, 1894
- P. schmitzii

Atlantische dwergschubmier Forel, 1895
- P. simoni Emery, 1921
- P. squamulosa Wheeler, W.M., 1934
- P. sudanica Weber, 1943
- P. taurica

Dwergschubmier Santschi, 1920
- P. vanderkelleni Forel, 1901
- P. vindobonensis Lomnicki, 1925
- P. vladileni Radchenko, 1996
- P. wilsoni (Clark, 1934)
- P. xene Stärcke, 1936